# Tobias Slotsager
Tobias Slotsager (født 1. januar 2006) er en dansk professionel fodboldspiller, der siden 2025 har spillet som midterforsvarer for italienske Hellas Verona.

## Klubkarriere
Slotsager er født i Morud, en forstad til Odense, hvor han begyndte at spille fodbold for Morud IF. I en alder af 13 kom han til Odense Boldklub (OB)'s akademi. På sin 15-års fødselsdag skrev han under på en tre-årig kontrakt med klubben.
I en alder af kun 16 år fik Slotsager sin professionelle debut den 21. maj 2022 mod Vejle Boldklub, hvor han fik 11 minutter på banen. Den 12. august 2022 underskrev han sin første professionelle kontrakt med OB.
Efter at have imponeret i træningslejren i vinterpausen i sæsonen 2022-23 blev Slotsager til en fast starter i OB's forsvar.  Den 11. oktober 2023 blev han af den engelske avis The Guardian kåret som en af de bedste spillere født i 2006 på verdensplan.

## Eksterne links
- Tobias Slotsager i DBU's Landsholdsdatabase
- Tobias Slotsager profil på Soccerway

- Tobias Slotsager på WorldFootball.net